# Sergi Domínguez
Pour les articles homonymes, voir Domínguez.
Sergi Domínguez, né le 1er avril 2005 à Barcelone, est un footballeur espagnol qui joue au poste de défenseur central au FC Barcelone.

## Biographie

### Carrière en club
Né à Barcelone en Espagne, Sergi Domínguez est formé par le CE Sant Gabriel avant de rejoindre en 2017 le FC Barcelone, où il commence sa carrière professionnelle en championnat d'Espagne. Il joue son premier match avec l'équipe première du club le 31 août 2024 lors d'une victoire 7-0 en championnat contre le Real Valladolid,.
Le 19 septembre 2024, il joue son premier match de Ligue des champions avec le FC Barcelone, entrant en dans les 10 dernières minutes d'une défaite 2-1 contre l'AS Monaco lors de la 1re journée de la phase de championnat.

### Carrière en sélection
Déjà international espagnol dans les catégories inférieures Sergi Domínguez est convoqué avec l'équipe d'Espagne des moins de 19 ans à partir de 2023.

## Statistiques
| Saison                | Club                  | Championnat           | Championnat | Championnat | Championnat | Coupe(s) nationale(s) | Coupe(s) nationale(s) | Coupe(s) nationale(s) | Supercoupe | Supercoupe | Supercoupe | Compétition(s) continentale(s) | Compétition(s) continentale(s) | Compétition(s) continentale(s) | Compétition(s) continentale(s) | Total | Total | Total |
| Saison                | Club                  | Division              | M.          | B.          | P.d.        | M.                    | B.                    | P.d.                  | M.         | B.         | P.d.       | Comp.                          | M.                             | B.                             | P.d.                           | M.    | B.    | P.d.  |
| 2024-2025             | FC Barcelone          | LaLiga                | 3           | 0           | 0           | 1                     | 0                     | 0                     | 0          | 0          | 0          | C1                             | 2                              | 0                              | 0                              | 6     | 0     | 0     |
| Total sur la carrière | Total sur la carrière | Total sur la carrière | 3           | 0           | 0           | 1                     | 0                     | 0                     | 0          | 0          | 0          | -                              | 2                              | 0                              | 0                              | 6     | 0     | 0     |